# 中国（怀柔）影视基地

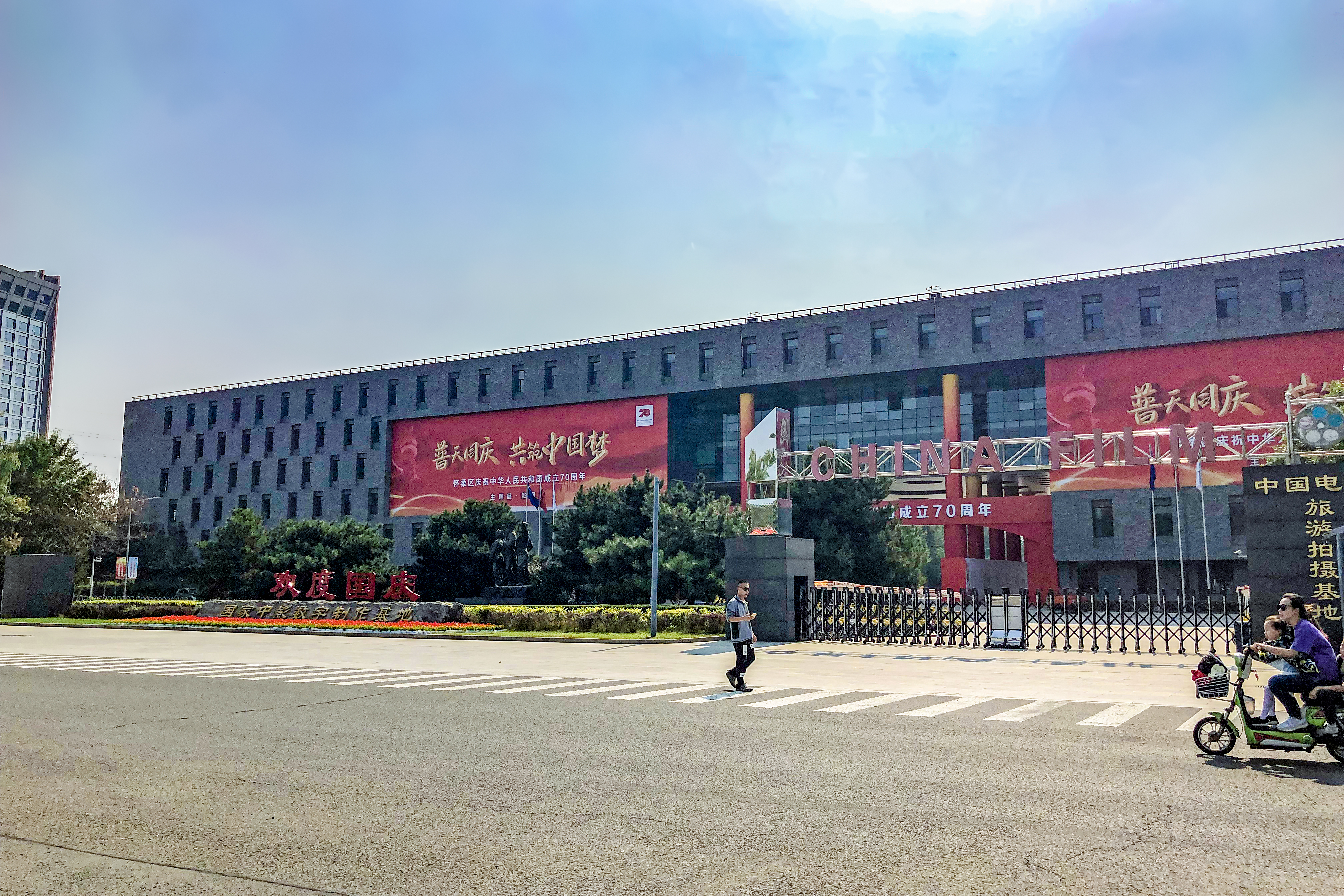
中影数字制作基地

中国（怀柔）影视基地，是位于北京市怀柔区的影视城。中国（怀柔）影视基地管理委员会是中国共产党北京市怀柔区委员会、北京市怀柔区人民政府下属单位，由怀柔区文化创意产业工作领导小组领导。

## 简介

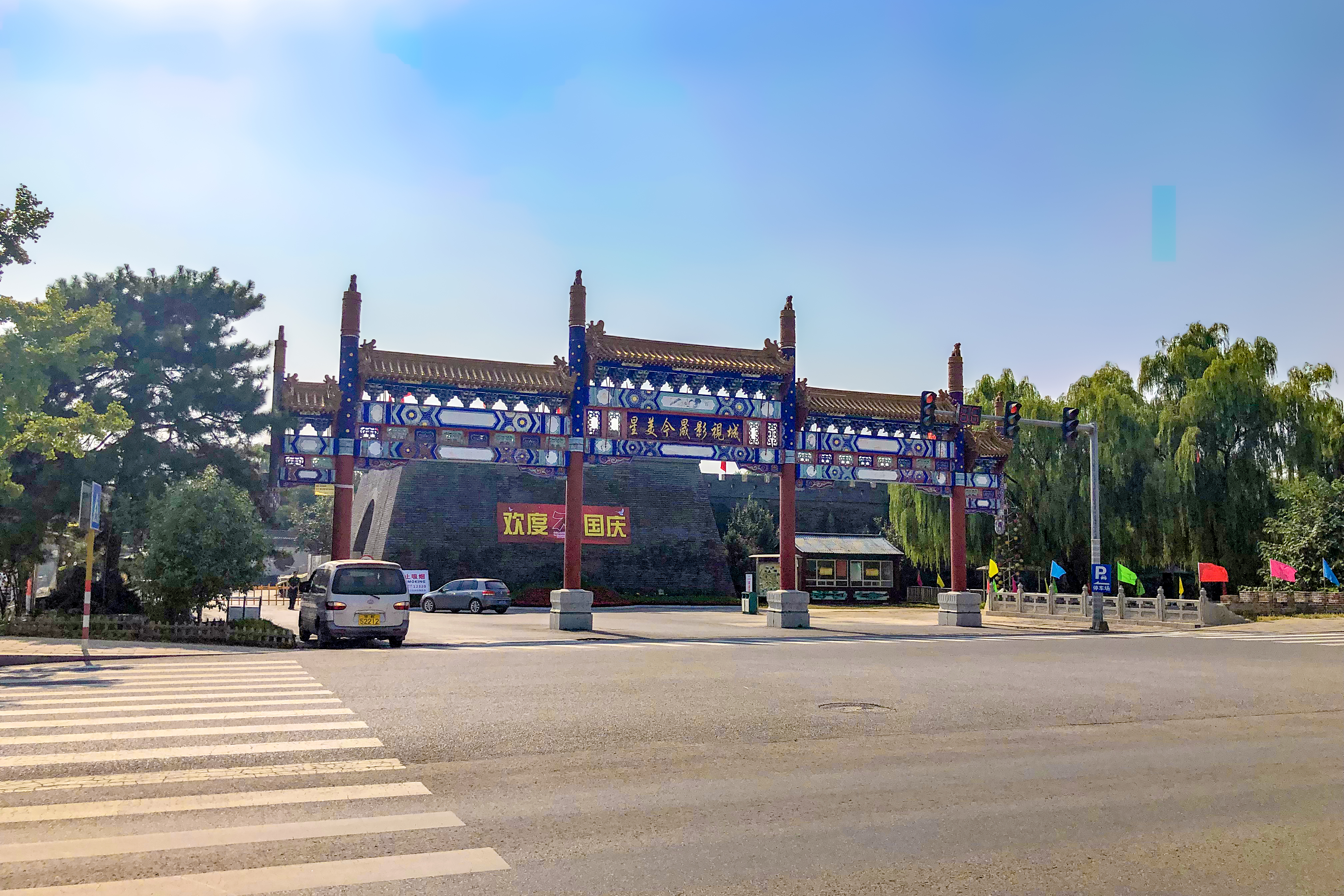
星美今晟影视城

1995年10月，飞腾影视制作公司在怀柔区杨宋镇落户。1997年7月，飞腾影视制作公司投资兴建的中国北方最大的明清风格外景地“飞腾影视城”建成投入使用。2010年1月，飞腾影视城更名为“星美今晟影视城”。2005年12月26日，国家中影数字制作基地在杨宋镇奠基；2008年7月31日落成。2006年12月14日，中国（怀柔）影视基地成为北京市第一批文化创意产业集聚区之一，举办文化创意产业集聚区授牌仪式。2014年4月28日，国家新闻出版广电总局正式批复设立中国（怀柔）影视产业示范区。2015年4月16日，中国（怀柔）影视产业示范区在第五届北京国际电影节开幕式上正式揭牌成立。
中国（怀柔）影视基地规划面积达到30平方公里，核心区围绕中影数字制作基地，包括杨宋镇建设区及其周边，占地面积5.6平方公里；辐射区包括庙城镇、怀北镇、怀柔镇、雁栖镇的部分区域及怀柔新城部分区域。
中国（怀柔）影视基地主要打造九大功能中心：
- 影视后期制作中心
- 专业技术服务中心
- 影视拍摄中心
- 影视展示与传播中心
- 影视版权交易中心
- 影视动漫制作中心
- 影视教育培训中心
- 影视制片公司集聚中心
- 影视旅游中心：
  - 飞腾影视城
  - 春秋战国城
  - 老北京城
  - 红楼梦古都文化园：位于雁栖镇雁栖湖半岛西岸中央，西到范崎路，东到雁栖湖畔。分为大观园、荣宁二府。2007年，电视剧《红楼梦》海选演员，并宣布在怀柔区兴建红楼梦古都文化园，用于该剧拍摄。[5]2014年11月，在2014年APEC领导人非正式峰会中，红楼梦古都文化园被用作此次峰会的新闻中心。[6]